# Last of the Runaways
Last of the Runaways è il primo album in studio del gruppo musicale statunitense Giant, pubblicato nell'agosto 1989 dalla A&M Records.

## Tracce
1. I'm a Believer – 5:44 (Dann Huff, David Huff, Alan Pasqua, Mark Spiro, Phil Naish)
2. Innocent Days – 5:16 (Dann Huff, Spiro)
3. I Can't Get Close Enough – 6:06 (Dann Huff, Spiro)
4. I'll See You In My Dreams – 4:46 (Pasqua, Spiro)
5. No Way Out – 4:03 (Dann Huff, Terry Thomas, Pasqua, David Huff)
6. Shake Me Up – 4:16 (Dann Huff, Pasqua, Mike Brignardello, Thomas)
7. It Takes Two – 4:58 (Pasqua, Spiro)
8. Stranger to Me – 5:57 (Dann Huff, Brignardello, Thomas)
9. Hold Back the Night – 4:11 (Dann Huff, Spiro, Pasqua)
10. Love Welcome Home – 4:51 (Dann Huff, Spiro, Naish)
11. The Big Pitch – 5:07 (Dann Huff, Thomas, Pasqua)

## Formazione
- Dann Huff – voce, chitarre
- Mike Brignardello – basso, cori
- Alan Pasqua – tastiere, cori
- David Huff – batteria, cori